# Hyphinoe latifrons
Hyphinoe latifrons är en insektsart som beskrevs av Fowler. Hyphinoe latifrons ingår i släktet Hyphinoe och familjen hornstritar. Inga underarter finns listade i Catalogue of Life.